# Pasquale Padalino
Pasquale Padalino (Foggia, 26 de julho de 1972) é um ex-futebolista e treinador de futebol italiano que atuava como atacante. Atualmente está sem clube.

## Carreira de jogador
Formado na base do Foggia, Padalino estreou profissionalmente aos 16 anos e jogando como meio-campista até a chegada do checo Zdeněk Zeman aos Satanelli em 1989, quando foi deslocado para a zaga. Em 1991–92, sua primeira temporada na Série A italiana, teve a concorrência de Angelo Consagra e Salvatore Matrecano, recuperando espaço no final do campeonato. O zagueiro deixou o Foggia em 1992 após desentendimentos com Zeman e atuou por Bologna e Lecce, mas não evitou o rebaixamento de ambos para a Série B (por problemas financeiros, o Bologna cairia para a terceira divisão) e voltou ao seu clube formador em 1994. A segunda passagem de Padalino pelo Foggia, no entanto, foi marcada por seu terceiro rebaixamento seguido na carreira.
O zagueiro assinou com a Fiorentina em 1995 e conquistou a Copa da Itália, além de ter sido vice-campeão da Série A em 1998–99. Na última temporada com a camisa da Viola, chegou a ser capitão durante as ausências de Gabriel Batistuta e Rui Costa. Ainda teve uma segunda passagem pelo Bologna, mas faria sua reestreia apenas em janeiro de 2001 devido a problemas físicos.
Foi emprestado à Internazionale para a temporada 2001–02, mas a passagem do zagueiro pelos Nerazzurri durou apenas 25 minutos contra a Udinese, pelas oitavas-de-final da Copa da Itália, quando lesionou o joelho direito.
Ainda longe da forma física, Padalino assinou em 2002 com o Como, que voltava à primeira divisão após 13 anos, fazendo parte de uma lista de contratações feitas pelo presidente Enrico Preziosi: chegaram também aos Lariani o brasileiro Juarez, o uruguaio Daniel Fonseca, o francês Benoît Cauet e os compatriotas Fabrizio Ferron, Fabio Pecchia, Benito Carbone, Nicola Amoruso e Nicola Caccia. Ele não evitou a queda do Como para a Série B na condição de vice-lanterna e, um ano depois, sofreu outro rebaixamento, desta vez para a Série C1, e encerrou a carreira aos 31 anos.

## Carreira internacional
Com passagem pela seleção Sub-20 da Itália, Padalino jogou um amistoso pela equipe principal da Squadra Azzurra contra a Bósnia e Herzegovina, em novembro de 1996.

## Pós-aposentadoria
Após deixar os gramados, trabalhou como auxiliar-técnico de Giampiero Ventura no Verona e no Pisa entre 2006 e 2009, ano em que fez sua estreia como treinador no Nocerina, onde participou de 16 partidas.
Comandou ainda Foggia (2 passagens, em 2012–14 e 2018–19), Grosseto, Matera, Lecce, Juve Stabia, Siena, Turris e Latina.

## Títulos
Foggia
- Série B: 1990–91

Fiorentina
- Copa da Itália: 1995–96